# ФК Сврљиг
ФК Сврљиг је фудбалски клуб из Сврљига, и тренутно се такмичи у Зони Исток, четвртом такмичарском нивоу српског фудбала.

## Историја
Млади школарци 1926. у тадашњем хотелу „Лондон“ су основали Сврљишки спортски клуб Грађански, a међу оснивачима је био Драги Светозаревић који је и донео прву фудбалску лопту у Сврљиг. Клуб је овај назив носио све до 1945. када га мења у ФК Сврљиг.
Највећи успех клуб је забележио 1995. и 1996. године, када је у две сезоне напредовао два ранга такмичења и из Нишке грађанске лиге прво ушао у Зону, а затим у Српску лигу.
Сврљиг у Српској лиги Ниш играо све до сезоне 2002/03., када испада у нижи ранг, Нишку зону. У сезони 2005/06. освајањем првог места у Нишкој зони након три сезоне враћа се у Српску лигу. Од сезоне 2006/07. се такмичи у Српској лиги Исток.

## Новији резултати
| Сезона   | Ранг | Лига              | Позиција | ИГ | Д  | Н  | П  | ГД | ГП | ГР  | Бод | Куп                  |
| -------- | ---- | ----------------- | -------- | -- | -- | -- | -- | -- | -- | --- | --- | -------------------- |
| 2004/05. | 4    | Нишка зона        | 4.       | 30 | 14 | 10 | 6  | 72 | 39 | +33 | 52  | Није се квалификовао |
| 2005/06. | 4    | Нишка зона        | 1.       | 28 | 22 | 5  | 1  | 80 | 21 | +59 | 71  | Није се квалификовао |
| 2006/07. | 3    | Српска лига Исток | 6.       | 34 | 15 | 7  | 12 | 51 | 41 | +10 | 52  | Није се квалификовао |
| 2007/08. | 3    | Српска лига Исток | 4.       | 30 | 17 | 4  | 9  | 49 | 28 | +21 | 55  | Није се квалификовао |
| 2008/09. | 3    | Српска лига Исток | 9.       | 28 | 8  | 9  | 11 | 27 | 34 | -7  | 33  | Није се квалификовао |
| 2009/10. | 3    | Српска лига Исток | 9.       | 30 | 11 | 4  | 15 | 41 | 48 | -7  | 37  | Није се квалификовао |
| 2010/11. | 3    | Српска лига Исток | 9.       | 30 | 13 | 4  | 13 | 39 | 42 | -3  | 43  | Није се квалификовао |
| 2011/12. | 3    | Српска лига Исток | -        | -  | -  | -  | -  | -  | -  | -   | -   | -                    |